# Łukasz Żygadło
Łukasz Żygadło est un joueur polonais de volley-ball né le 2 août 1979 à Sulechów (Voïvodie de Zielona Góra, en République populaire de Pologne). Il mesure 2,01 m et joue passeur. Il totalise 238 sélections en équipe de Pologne.

## Biographie
Il est récipiendaire de l'Ordre du Mérite de la République de Pologne en 2006.

## Clubs
| Club                   | De        | À         |     |
| ---------------------- | --------- | --------- | --- |
| AZS Częstochowa        | 1997-1998 | 2000-2001 |     |
| Czarni Radom           | 2001-2002 | 2001-2002 |     |
| Skra Bełchatów         | 2002-2003 | 2002-2003 |     |
| Płomień Sosnowiec      | 2003-2004 | 2003-2004 |     |
| Panathinaikos Athènes  | 2004-2005 | 2004-2005 |     |
| Halkbank Ankara        | 2005-2006 | 2005-2006 |     |
| Dynamo Kaliningrad     | 2006-2007 | 2006-2007 |     |
| ZAKSA Kędzierzyn-Koźle | 2007-2008 | 2007-2008 |     |
| Trentino Volley        | 2008-2009 | 2011-2012 |     |
| Fakel Novy Ourengoï    | 2012-2013 | 2012-2013 |     |
| Zenit Kazan            | 2013-2014 | 2013-2014 |     |
| Trentino Volley        | 2014-2015 | 2014-2015 |     |
| Sarmayeh Bank Teheran  | 2015-2018 | 2017-2018 |     |
| Stocznia Szczecin      | 2018      |           |     |
| Al Arabi Doha          | 2019-2020 | 2019-2020 | ... |

## Palmarès

### Club et équipe nationale
- Ligue mondiale (1)
  - Vainqueur : 2012
- Championnat du monde
  - Finaliste : 2006
- Coupe du monde
  - Finaliste : 2011
- Championnat du monde des clubs (3)
  - Vainqueur : 2009, 2010, 2011
- Ligue des champions (3)
  - Vainqueur : 2009, 2010, 2011
- Championnat d'Italie (1)
  - Vainqueur : 2011
  - Finaliste : 2009, 2010, 2012
- Coupe d'Italie (1)
  - Vainqueur : 2012
- Championnat de Pologne (1)
  - Vainqueur : 2000
  - Finaliste : 2002
- Coupe de Pologne (2)
  - Vainqueur : 1998, 2004

### Distinctions individuelles
- Meilleur passeur de la phase intercontinentale de la 2011
- Meilleur passeur de la Ligue des champions 2010
- Meilleur passeur de la coupe de Pologne 2004